# Dušan Makavejev
Dušan Makavejev est un réalisateur yougoslave puis serbe né le 13 octobre 1932 à Belgrade et mort dans la même ville le 25 janvier 2019. Il est un des principaux réalisateurs de la Vague noire yougoslave.

## Biographie
Dans sa jeunesse, Dušan Makavejev fait des études de psychologie, puis se tourne vers le cinéma et réalise des films amateurs.
Ses trois premiers longs métrages sont des succès critiques. D'ailleurs Innocence sans protection remporte l'Ours d'argent au Festival de Berlin en 1968.
Son quatrième film Wilhelm Reich : Les Mystères de l'organisme est interdit en Yougoslavie et pousse Makavejev à l'exil (jusqu'en 1988). En 1974, il réalise au Canada le film Sweet Movie qui provoque des polémiques dans de nombreux pays à cause de son contenu à caractère sexuel. Il se passe sept ans avant qu'il ne réalise un nouveau film avec Les Fantasmes de Madame Jordan (Montenegro or Pigs and Pearls) qui est une comédie noire, et qui remporte un succès.
Il est par la suite professeur de cinéma à l'université Harvard.
Il est membre du jury à la Berlinale de 1970 et à la Mostra de Venise en 2004.

## Filmographie
- 1958 : Spomenicima ne treba verovati — court métrage
- 1966 : L'homme n'est pas un oiseau (Čovek nije tica)
- 1967 : Une affaire de cœur : La tragédie d'une employée des P.T.T. (Ljubavni slučaj ili tragedija službenice PTT)
- 1968 : Innocence sans protection (Nevinost bez zaštite)
- 1971 : Wilhelm Reich : Les Mystères de l'organisme (Wilhelm Reich - Misterije organizma)
- 1974 : Sweet Movie
- 1981 : Les Fantasmes de Madame Jordan (Montenegro or Pigs and Pearls)
- 1986 : Coca Cola Kid
- 1988 : Pour une nuit d'amour (Manifesto)
- 1993 : Gorilla Bathes at Noon
- 1994 : Hole in the Soul (documentaire)
- 1996 : Danske piger viser alt[6] - segment Dream

## Distinctions
- 1968 : Werner Herzog, Dušan Makavejev et Enzo Muzii obtiennent l'Ours d'argent extraordinaire au Berlinale pour Innocence sans protection (Nevinost bez zastite), Signes de vie et Come l'amore
- 1973 :  Prix de l'Âge d'or pour Wilhelm Reich : Les Mystères de l'organisme